# Église Saint-Jean-Baptiste de Travnik
Pour les articles homonymes, voir Église Saint-Jean-Baptiste.
L'église Saint-Jean-Baptiste est située en Bosnie-Herzégovine, sur le territoire de la ville de Travnik et dans la municipalité de Travnik. Elle est inscrite sur la liste provisoire des monuments nationaux de Bosnie-Herzégovine.